# Anapausa armata
Anapausa armata là một loài bọ cánh cứng trong họ Cerambycidae.